# Српски Сион
Српски Сион је часопис сремског владичанства за верску поуку и духовну надградњу. Од оснивања је био лист за црквено-просветне и аутономне потребе Карловачке митрополије. У првом периоду је излазио од 1891. до 1908., у другом од 1992. до 2005., а у трећем од 2013. до данас.

## Историјат
Лист је почео да излази 7. јануара 1891. као недељник. Од 1891. до 1894. излазио је у Новом Саду у „Штампарији Браће Поповић”. Од 1895. до 1908. излазио је у Сремским Карловцима у „Српској манастирској штампарији”.
Власник листа био је српски патријарх Георгије Бранковић, а први уредник Сава Петровић. Уредници су, поред Саве Петровића, били Сергије Шакрак Нинић, Јован Јеремић и на крају Димитрије Руварац. Лист је доносио званичне акте, беседе, а ређе чланке. Под уредништвом Димитрија Руварца значајно је повећан број чланака, расправа, прилога научне вредности који су служили за верску поуку и духовну надградњу.
Последњи број изашао је 25. маја 1908. Разлог за престанак излажења је био тај што је након смрти патријарха Бранковића Саборски одбор преузео „Српску манастирску штампарију”, и утврдио да је лист штампарији остао дужан око 16.000 круна, па је забранио даље излажење. Дуг је наплаћен из заоставштине патријарха Бранковића.
У новом руху и обновљен, часопис је поново излазио од 1992. до 2005. Од 2013. до 2019. излази повремено (нередовно), а од 2020. излази три пута годишње, са благословом владике сремског Господина Василија.